# Gonyosoma boulengeri
Gonyosoma boulengeri är en ormart som beskrevs av Mocquard 1897. Gonyosoma boulengeri ingår i släktet Gonyosoma och familjen snokar. Inga underarter finns listade i Catalogue of Life. Det svenska trivialnamnet Vietnamesisk näshornssnok förekommer för arten.
Arten förekommer med tre från varandra skilda populationer i Sydostasien, dem första i norra Vietnam och i angränsande områden av Kina (provins Guangxi), den andra i centrala Vietnam och den tredje på Hainan. Denna orm lever i kulliga områden och i bergstrakter mellan 300 och 1500 meter över havet. Individerna vistas i skogar, ofta vid vattendrag eller insjöar. De äter olika små ryggradsdjur. Honor lägger ägg.
Lokalt är landskapsförändringar ett hot mot beståndet. Gonyosoma boulengeri hittas i flera skyddszoner. IUCN kategoriserar arten globalt som livskraftig.